# Aro Valley

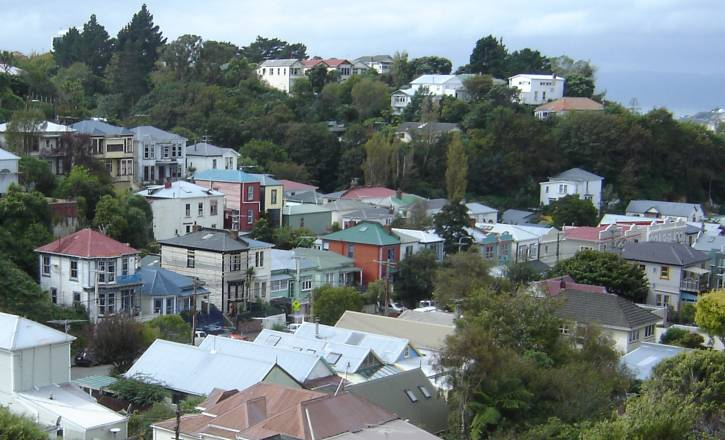
Aro Valley

Aro Valley är en förort till Wellington, Nya Zeeland. Området bebyggdes under slutet av 1800-talet som ett bostadsområde för arbetarklassen. Under 1970-talet genomgick området en gentrifiering och är idag en attraktiv förort att bo i.